# 卡拉 (阿爾及利亞)
36°56′47.27″N 8°14′12.53″E / 36.9464639°N 8.2368139°E

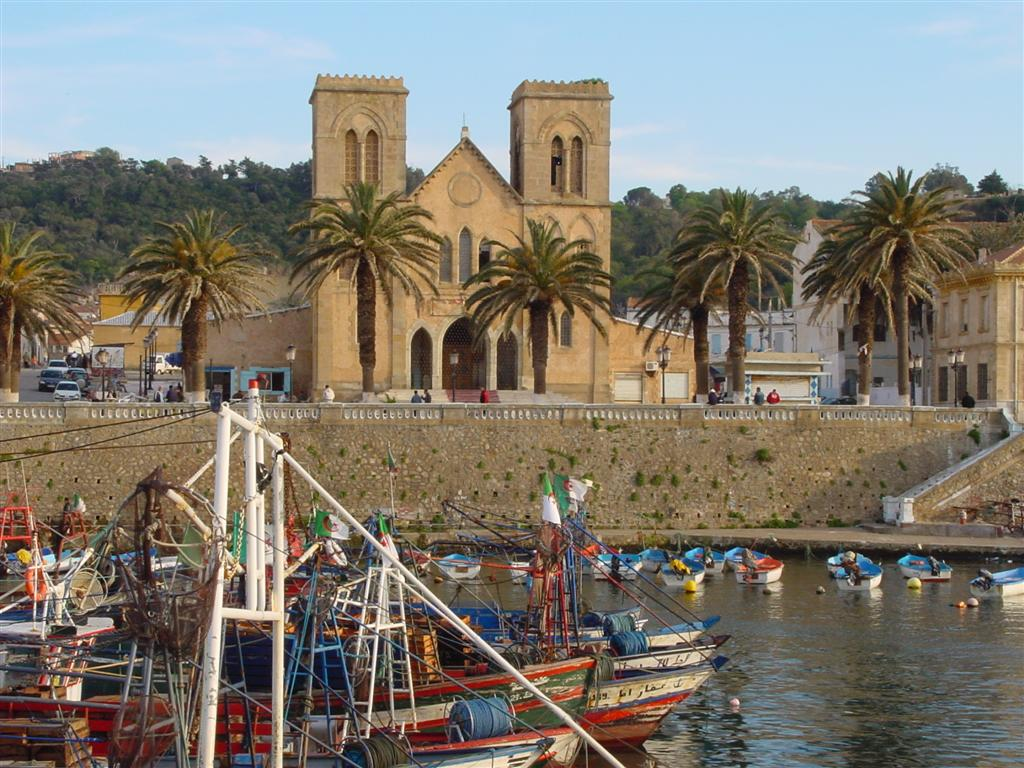
卡拉

卡拉（阿拉伯语：‎），是阿爾及利亞的城鎮，位於該國東北部，由塔里夫省負責管轄，是卡拉區的首府，面積292平方公里，海拔高度1米，2008年人口28,411，人口密度每平方公里97人。